# Sichuan Nuzi Paiqiu Dui 2013-2014
Questa voce raccoglie le informazioni riguardanti il Sichuan Nuzi Paiqiu Dui nelle competizioni ufficiali della stagione 2013-2014.

## Organigramma societario
Area tecnica
- Allenatore: Ye Wen
- Assistente allenatore: Ma Zhang, Zhang Chibing

## Rosa
| N° | Nome         | Ruolo | Data di nascita   | Nazionalità sportiva |
| -- | ------------ | ----- | ----------------- | -------------------- |
| 1  | Huang He     | P     | 18 marzo 1994     | Cina                 |
| 2  | Su Weiping   | C     | 9 dicembre 1996   | Cina                 |
| 3  | Zhao Yanni   | S     | 23 ottobre 1988   | Cina                 |
| 6  | Wang Chen    | P     | 29 ottobre 1990   | Cina                 |
| 7  | Yin Jie      | L     | 17 maggio 1990    | Cina                 |
| 8  | Zhang Xiaoya | C     | 4 ottobre 1992    | Cina                 |
| 9  | Ye Qi        | C     | 14 febbraio 1993  | Cina                 |
| 10 | Yang Dongmei | S     | 17 novembre 1990  | Cina                 |
| 11 | Zhu Yuxiao   | S     | 27 dicembre 1994  | Cina                 |
| 12 | Li Mengting  | S     | 29 settembre 1994 | Cina                 |
| 14 | Yang Menglu  | C     | 11 febbraio 1995  | Cina                 |
| 15 | Liu Meiling  | P     | 29 luglio 1991    | Cina                 |
| 16 | Leng Wei     | S/O   | 20 agosto 1985    | Cina                 |
| 18 | Zan Yulu     | L     | 4 aprile 1990     | Cina                 |